# Eye (Cambridgeshire)
Pour les articles homonymes, voir Eye.
Eye est une paroisse civile et un village du Cambridgeshire, en Angleterre.